# 片道勇者
『片道勇者』（かたみちゆうしゃ、One Way Heroics）は、SmokingWOLF作のローグライクゲーム。SmokingWOLF自身が開発したWOLF RPGエディターで制作され、2012年8月5日にリリースされた。フリーゲームの「片道勇者」の他、後に内容を拡張し英語対応した有料の『片道勇者プラス』も販売されたほか、公式の電子ファンブックである『片道勇者開発記』や、本作を元にしたテーブルトークRPGの『片道勇者TRPG』も発表された。作者の公式サイトであるSilverSecond（シルバーセカンド）では、本作を題材にしたTRPGリプレイも公開されている。
スパイク・チュンソフトによるコンシューマリメイク作『不思議のクロニクル 振リ返リマセン勝ツマデハ』（フリカツ）についても本項で扱う。

## 概要
SmokingWOLFの処女作『レジェンドオブレストール』公開から13周年を記念して制作された。本作は「強制横スクロールRPG」であり、ローグライクゲームでありながら一定のターン毎に右方向への強制スクロールが発生し、画面左端に追い詰められるとゲームオーバーとなる。
『片道勇者』はフリーゲームとしてVector・窓の杜・PLAYISMにて配信されている。『片道勇者プラス』はSteamやPLAYISM等で配信されており、英語への切り替えが可能である。

## ゲーム内容
ストーリーは「闇」により破壊されていく世界を救うため、主人公である一人の勇者が魔王討伐の旅に出るというものである。プレイヤーの操作するキャラクターが西から迫る「闇」に追われながら、一定の間隔毎に攻めてくる魔王と戦うローグライクゲームとなっており、前述したように「闇」に呑まれるかLIFEの数値がゼロになるとゲームオーバーになる。クリア条件は魔王を倒すことだけでなく、一定距離を走り切ったり、闇を倒すことでも満たすことができる。有料版では更に6種類のクリア条件が追加されている。
ゲーム開始時には、まず操作キャラクターの「クラス」（職業）と「特徴」を選択する。このうち「クラス」には、近接攻撃に適した「剣士」や防御型のステータスを持つ「騎士」などがある。また「特徴」は、「筋力＋」や「水泳マスター」といったようにステータス等を付加するものとなっている。一定の条件を満たすと新たな「クラス」や「特徴」が選択できるようになる。次に「世界」の名称を選択する。それぞれの「世界」によりマップ（ステージ構成）が異なっており、同じ名称を入力することにより再び同じマップをプレイできる。また日替わりのキャンペーンとして、通常とは異なった設定のある「世界」も用意されている。最後に難易度を選択するとゲーム本編が始まり、ヴィクター王の依頼を受け妖精イーリスとともに城から旅立つ場面となる。
ゲーム中には一定の条件を満たすと仲間になるキャラクターが存在する。またオンライン機能により同じ世界でプレイしている他のプレイヤーが画面左上に表示され、それに伴う特別なイベントも発生する。そしてゲーム終了後にはプレイ内容の評価が表示され、それに応じた「伝説ポイント」を獲得する。このポイントを使用することにより、前述した新しい「クラス」や「特徴」を解放することなどができる。また所持していたアイテムを「次元倉庫」に預け、次回のプレイ時に引き継がせることができる。なおゲームクリア時には、選択した難易度等の条件によって異なるエンディングとなる。

## 評価
インプレスが運営するオンラインソフト紹介サイト「窓の杜」の読者投票において、本作は155票を獲得し2012年「窓の杜大賞」を受賞した。同サイトでは受賞にあたり「世界が闇に飲まれていくという物語とゲームシステムの融合も見事で、今年のフリーゲームを代表する作品のひとつとも言える」と評価した上で、「独創的なゲームを長きにわたりリリースしている同氏の作品であることが、作品自体のクオリティに対する信頼に繋がっていること」がうかがえるとしている。
本作はCasual Connect Asia 2013 Indie Showcaseに選出されている。また2014年3月7日から9日にかけて京都市勧業館「みやこめっせ」で開催されたインディーゲームの祭典“BitSummit 2014”では、本作の英語版とともに「片道勇者プラス」のデモ版が出展された。前述したSteam版では「片道勇者プラス」制作に向けたデータ蓄積が行われており、10月24日には片道勇者プラスの有料ベータ版がリリースされている。

## 制作背景
制作の動機についてSmokingWOLFは、2011年11月頃にゲームのスクロール要素についての議論の中で「強制横スクロールRPG」という言葉が浮かび、調査してみるとほぼ未開の分野であることがわかり、次第に「必ずおもしろく作れるはずだ」という確信が生まれたために挑戦してみたくなったと述べている。
本作のゲームエンジンであるWOLF RPGエディターは本作の公開当時バージョンが2.02であり、オンラインアップデートやTwitter機能など、当時の最新バージョンではできない機能が実装されていた。当時WOLF RPGエディターで実装を目指していたオンライン機能の実験的な側面もある。

## 不思議のクロニクル 振リ返リマセン勝ツマデハ
『不思議のクロニクル 振リ返リマセン勝ツマデハ』（ふしぎのクロニクル フリカエリマセンカツマデハ）は、スパイク・チュンソフトより2015年7月30日に発売されたゲームソフト。PlayStation 4とPlayStation Vitaのマルチプラットフォーム。2016年9月13日にはSteamでMicrosoft Windows版も発売された。
SmokingWOLFからライセンス許諾を受けたスパイク・チュンソフトによる、『片道勇者』のコンシューマリメイク作品である。リメイクに際し同社の『不思議のダンジョン』シリーズの一つとして扱われており、世界観やキャラクターが一新されている。
企画の成り立ちとしてはプロデューサーの齊藤祐一郎がインディーズゲームイベント「Bir Summit」において『片道勇者』を見た際にコンシューマ化を思い立ち、SmokingWOLFに対して直談判を行い本リメイク版の制作へと繋がったというものである。
また無料DLCにより、『風来のシレン』『ダンガンロンパ』『北斗の拳 イチゴ味』などのキャラクターが使用可能になる。